# Die literarische Welt
Die literarische Welt. Unabhängiges Organ für das deutsche Schrifttum war ein Periodikum in der Weimarer Republik, das als Wochenschrift von Ernst Rowohlt und Willy Haas 1925 in Berlin gegründet wurde. Die Zeitschrift erschien von 1925 bis 1933 unter der Herausgeberschaft von Willy Haas. 1934, im Verlauf der von den NS-Machthabern sogenannten „Gleichschaltung“ wurde sie in Das deutsche Wort umbenannt. Seit 1998 erscheint die Literarische Welt als Beilage der Tageszeitung Die Welt.

## Geschichte
Zunächst erschien die Zeitschrift in der Literarische Welt Verlagsgesellschaft, Berlin-Lichterfelde. Die Redaktion saß in der Passauer Straße. Nach Haas’ Emigration wurde sie kurzzeitig als „Neue Folge“ gleichen Titels (1933–1934) fortgesetzt, herausgegeben von Karl Rauch. Nachdem die Zeitschrift im Sinn der nationalsozialistischen „Gleichschaltung“ seit 1934 Das deutsche Wort genannt wurde, erschien sie im Berliner Verlag Bott. Sie wurde 1941 eingestellt.

## Wiederaufnahme des Titels für eine Zeitungsbeilage
Ab 1998 gab die Tageszeitung Die Welt als Samstagsbeilage Ein Journal für das literarische Geschehen unter dem Titel Die literarische Welt heraus, mit dem Hinweis: „Gegründet von Willy Haas, 1925“. Von 2001 bis 2013 gab Rachel Salamander die Literaturbeilage heraus. Von 2013 bis 2017 wurde Die literarische Welt von Richard Kämmerlings geleitet. Im März 2017 übernahm Mara Delius die Leitung. Sie war seit 2011 Feuilletonredakteurin und eine weitere Autorin der Welt gewesen. Die Literarische Welt ist seitdem noch ein regelmäßiger, fast täglicher Twitter-Auftritt der Redaktion. Die gedruckten Inhalte firmieren, wie bei allen anderen Zeitungen auch, jetzt unter Feuilleton – Kultur – Literatur.

## Autoren
Zu den historischen Autoren gehören u. a.:
- Walter Benjamin
- Willi Fehse
- Erich Franzen
- Dora Sophie Kellner
- Hannes Küpper
- Eleonore Lorenz
- Thomas Mann
- Heinz Pol
- Ernst Polak
- Alice Rühle-Gerstel
- Gottfried Sello
- Mela Hartwig
- Frank Thiess
- Essad Bey